# L'Assassin au fond des bois
L'Assassin au fond des bois (In the Deep Woods) est un téléfilm américain réalisé par Charles Correll et diffusé le 26 octobre 1992. Il met en vedette Rosanna Arquette et Anthony Perkins, dont c'est le dernier rôle puisque décédé un mois avant sa diffusion.

## Synopsis
Une jeune femme devient la proie d'un tueur en série s'en prend à de jeunes femmes faisant de brillantes carrières.

## Fiche technique
genre : thriller

## Distribution
- Rosanna Arquette : Joanna Warren
- Anthony Perkins (VF : Jean-Pierre Leroux) : Paul Miller, P.I.
- Will Patton : Eric Gaines
- D.W. Moffett : Frank McCarry
- Christopher Rydell : Tommy Warren
- Amy Ryan : Beth
- Beth Broderick : Myra Cantrell
- Harold Sylvester : George Dunaway
- Kimberly Beck : Margot
- Paul Perri : Allen Harkins
- Greg Kean : Ken Hollister
- Ned Bellamy : Jerome Spears